# Hvala, ne!
A Hvala, ne! (magyarul: Köszönöm, nem!) Lea Sirk szlovén énekesnő dala, amellyel Szlovéniát képviselte a 2018-as Eurovíziós Dalfesztiválon, Lisszabonban.

## Eurovíziós Dalfesztivál
A dal a 2018. február 24-én megrendezett szlovén nemzeti döntőben, az EMA 2018-ban nyerte el az indulás jogát, ahol a zsűri és a nézői szavazatok együttese alakította ki a végeredményt.
A dalt az Eurovíziós Dalfesztiválon először a május 10-i második elődöntőben adta elő, fellépési sorrendben tizenhetedikként a Montenegrót képviselő Vanja Radovanović Inje című dala után és az Ukrajnát képviselő Mélovin Under the Ladder című dala előtt. Az elődöntőből a nyolcadik helyen jutott tovább a május 12-i döntőbe, ahol fellépési sorrendben harmadikként lépett fel a Spanyolországot képviselő Amaia és Alfred Tu canción című dala után és a Litvániát képviselő Ieva Zasimauskaitė When We’re Old című dala előtt. A pontozás során a zsűri szavazáson összesítésben a tizenkilencedik helyen végzett 41 ponttal, míg a nézői szavazáson a huszonkettedik helyen végzett 23 ponttal, így összesítésben 64 ponttal a verseny huszonkettedik helyezettje lett.
A következő szlovén induló Zala Kralj és Gašper Šantl Sebi című dala volt a 2019-es Eurovíziós Dalfesztiválon.

## Külső hivatkozások
- Dalszöveg
- A dal előadása a szlovén nemzeti döntőben. YouTube-videó, Eurovision Song Contest, 2018. február 25.
- A dal videóklipje. YouTube-videó, Lea Sirk OFFICIAL, 2018. április 25.
- A dal előadása a dalfesztivál második elődöntőjében. YouTube-videó, Eurovision Song Contest, 2018. május 10.
- A dal előadása a dalfesztivál döntőjében. YouTube-videó, Eurovision Song Contest, 2018. május 12.